# Cyathula fernando-poensis
Cyathula fernando-poensis är en amarantväxtart som beskrevs av Karl Suessenguth och Hans Christian Friedrich. Cyathula fernando-poensis ingår i släktet Cyathula, och familjen amarantväxter. Inga underarter finns listade i Catalogue of Life.